# 971 Альсатія
971 Альсатія (1921 LF, 1961 AA, A908 UE, 971 Alsatia) — астероїд головного поясу, відкритий 23 листопада 1921 року.
Тіссеранів параметр щодо Юпітера — 3,335.